# كلوز إي. هينريتش
كلوز إي. هينريتش (بالألمانية: Claus E. Heinrich)‏ هو اقتصادي ألماني، ولد في 21 يونيو 1955 في فايبلينغن في ألمانيا.